# Krisztián Lovassy
Krisztián Lovassy (23 de juny de 1988) és un ciclista hongarès. Professional des del 2009, actualment milita a l'equip Differdange-Losch. Del seu palmarès destaquen els campionats nacionals tant en ruta com en contrarellotge.

## Palmarès
- 2009
  - Vencedor d'una etapa del Gran Premi ciclista de Gemenc
- 2011
  - 1r al Banja Luka-Belgrad I
  - Vencedor d'una etapa de la Volta a Romania
- 2012
  - 1r al Central European Tour: Miskolc GP
- 2013
  -  Campió d'Hongria en ruta
  - 1r al Gran Premi de Budapest
- 2015
  -  Campió d'Hongria en contrarellotge
- 2019
  - Vencedor d'una etapa a la Volta a Hongria